# Styl’Son

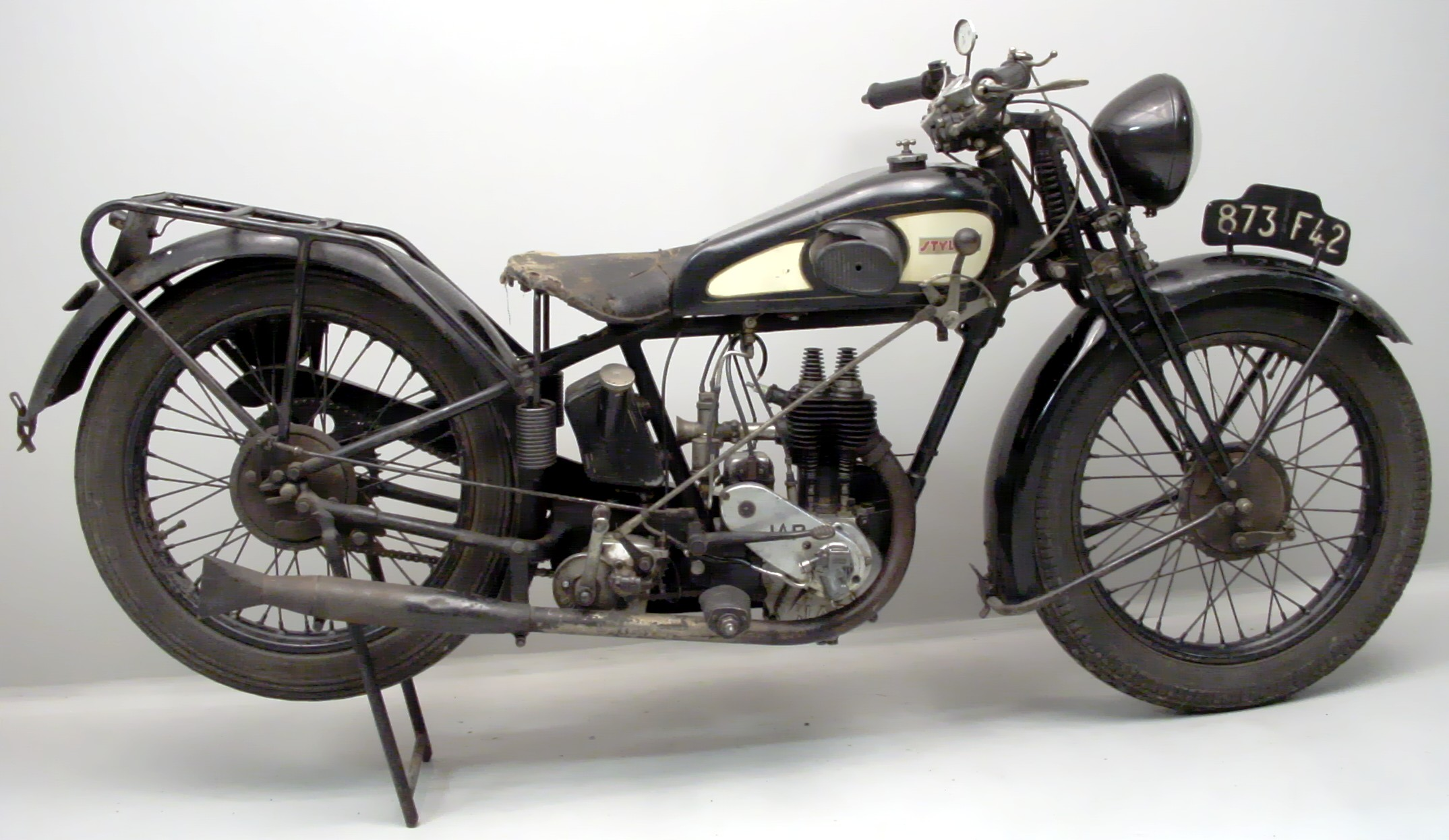
Styl'Son met JAP-motor uit 1930

Styl’Son is een Frans historisch merk van motorfietsen.
De bedrijfsnaam was S.A.D. Motorcycles, Adsim le Chambon, St. Etienne, Loire.
Dit was een bedrijf dat in 1919 begon met de productie van motorfietsen tot 996 cc met Blackburne-, JAP- en Staub-inbouwmotoren. De Staub-blokken waren in licentie gebouwde JAP-kopieën.
Soms veranderde Styl’Son deze zelf in blokmotoren met asaandrijving. Na 1938 verscheen Styl’Son niet meer op de markt.
Volgens andere bronnen werd Styl’Son pas in 1926 opgericht en verdween het in 1930 al van de markt.